# Spirale de Sacks
Pour les articles homonymes, voir Sacks.
La spirale de Sacks, créée par Robert Sacks en 1994, est une variante de la spirale d'Ulam. Elle diffère de la spirale d'Ulam de trois manières :
- Elle place les points sur une spirale d'Archimède plutôt que sur une spirale carrée.
- Elle place le zéro au centre de la spirale.
- Elle effectue une rotation complète à chaque carré parfait, plutôt qu'une demi-rotation comme dans la spirale d'Ulam.

## Construction
La position de chaque entier est représentée par les coordonnées polaires suivantes :
- {\displaystyle r={\sqrt {n}}}
- {\displaystyle a={\sqrt {n}}}

où a représente un nombre de rotations, et non un angle en radians ou degrés.

## Quelques alignements remarquables
- Alignements toujours vides en nombres premiers :
  - Rayon horizontal de droite : nombres carrés ⇒ jamais premiers
  - Ligne immédiatement inférieure : nombres de la forme n2 – 1 ⇒ toujours divisibles par n + 1 et n – 1
  - Rayon horizontal de gauche : nombres de la forme n2 + n ⇒ toujours divisibles par n et n + 1.
  - Voisinage des rayons verticaux.

- Courbes apparaissant anormalement denses en nombres premiers.
  - Spirale dense en nombres premiers se terminant, dans l'illustration ci-contre, presque au bas du disque : Nombres de la forme n2 + n + 41, Il s'agit du polynôme découvert par Leonhard Euler en 1774 et qui porte son nom.
  - Autre spirale dense, 24 rangs au-dessus : nombres de la forme n2 + n + 17
  - Ligne immédiatement au-dessus du rayon horizontal de gauche : nombres de la forme n2 + n – 1

L'étendue de ces alignements aux grands nombres premiers est aujourd'hui inconnue.

## Spirale du nombre de diviseurs

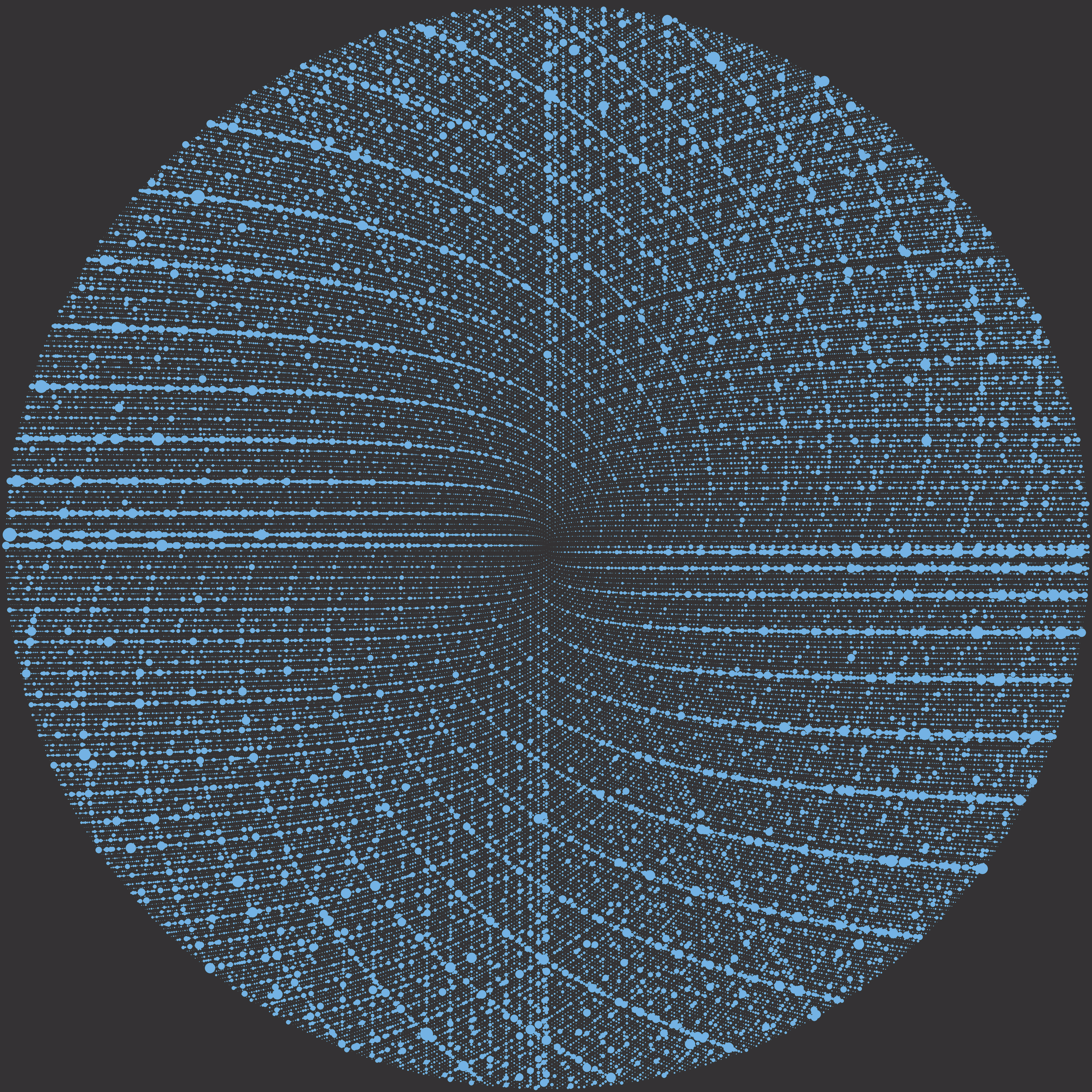
Spirale de Sacks du nombre de diviseurs des 100000 premiers entiers naturels.

Tout comme pour la spirale d'Ulam, une autre façon de mettre en évidence des courbes remarquables est de tracer au-dessus de chaque nombre placé sur la spirale, un disque de diamètre égal à son nombre de diviseurs. Les nombres premiers sont donc représentés par un disque de diamètre 2.